# Калинов (Львовская область)
Кали́нов (укр. Кали́нів) — село в Новокалиновской городской общине Самборского района Львовской области Украины.

## Физико-географическое положение
Калинов расположен на левом берегу реки Днестр, примерно в одном километре от трассы H-13 Львов — Ужгород.

## Климат
Климат умеренный континентальный, с тёплым влажным продолжительным летом (нередко жарким) и мягкой зимой (нередко с оттепелями).
Средняя температура июля 19 °C, января −5 °C.
Осадков за год около 600—700 мм.(максимум летом). Вегетационный период около 210 суток. Лето длится со второй половины мая до начала октября.

## История
Первое упоминание относится к 1783 году, когда после раздела Речи Посполитой 1772 года, на территории Королевства Галиции и Лодомерии со столицей в Лемберге, на месте современного села Калинов немецкие переселенцы-колонизаторы организовали сельскохозяйственную колонию Кайзерсдорф (нем. Kaisersdorf).
Поселение спроектировано и построено «крестом», а получило своё наименование «Кайзерсдорф» от немецкого «кайзер» — император и «дорф» — сельский. Колонистами планировалось строительство католической церкви на этом месте, однако по ряду причин костёл в то время построен не был.
Самборский округ и поселение Кайзерсдорф в составе Австро-Венгерской Монархии вплоть до окончания Первой Мировой войны.
С 1919-го по 1939 годы, Кайзерсдорф отходит в состав «Повята Самборского» (пол. Powiat Samborski) Львовского воеводства в составе Польской Республики.
До октября 1939 года колония-поселение Кайзерсдорф.
В конце 1939 года, согласно Договору о ненападении между Германией и Советским Союзом, территория бывшего Повята Самборского и поселение Кайзерсдорф переходят под юрисдикцию СССР и входят в состав УССР со столицей в Киеве.
В 1939—1940-х годах, подавляющее большинство немецких колонистов Кайзерсдорфа, по программе (нем. "Heim ins Reich") покинуло Галицию и выехало в III Рейх.
С осени 1939 года поселение Кайзерсдорф по решению советских властей получает наименование Калинов, известное ранее и в Польше.
C июня 1941-го по август 1944 года, после нападения Германии на СССР, Калинов вновь становится Кайзерсдорфом в составе Самборского округа, дистрикта «Галиция», вплоть до момента его освобождения Красной армией 7 августа 1944 года. Кайзерсдорф опять Калинов, в составе Самборского района Дрогобычской области УССР.
21 мая 1959 года Дрогобычская область включена в состав Львовской области, образовав её южную половину.
С 1991 года, село Калинов в составе Самборского района Львовской области независимой Украины.

## Достопримечательности
Памятник бойцам и сотенному УПА Григорию Янковскому, погибшим на территории Западной Украины и Польши в период с 1940 по 1954 годы.

## Знаменитые люди
24 августа 1909 года в колонии-поселении галицийских немцев Кайзердорф (с 1939 года Калинов) родился австрийский теолог, доктор богословия, философ и публицист Янч Франц, известный в России своей работой 1936 года о Римской церкви и Ф.М Достоевском — (нем. "Die römische Kirche im Urteil Dostojewskis").